# Бирнс, Бриттани
Бриттани Энн Бёрнс (англ. Brittany Anne Byrnes; 31 июля 1987, Сидней, Новый Южный Уэльс, Австралия) — австралийская актриса. Наиболее известна благодаря роли Наташи Грин в фильме 2005 года «Маленький Оберон». Получила известность благодаря роли Шарлотты Уотсфорд в австралийском молодёжном телесериале «H2O: Просто добавь воды».

## Биография
Бриттани Бирнс родилась в Австралии и тренировалась во всех видах танца с четырёх лет. Во время своих школьных лет она посещала колледж «Terra Sancta в Quakers Hill». Её актёрская карьера началась в восемь лет, когда она сыграла в фильме «Бэйб: Четвероногий малыш».

## Актёрская карьера
Первая роль Бриттани была в фильме 1995 года «Бэйб: Четвероногий малыш», где она сыграла внучку. Вскоре она получила главную роль в фильме «Привидение за работой». После этого она снималась в таких фильмах, как «Маленький Оберон», «Русалки» и «Против течения».
Бриттани также была замечена в ряде телесериалах, например, «Все святые», «Коалы не виноваты» и во втором сезоне австралийского телесериала «H2O: Просто добавь воды».
В 2005 Бриттани была номинирована на награду Австралийского Института Фильмов за её игру в фильме «Маленький Оберон».

## Фильмография
| Год         | Название                 | Роль                                                   |
| ----------- | ------------------------ | ------------------------------------------------------ |
| 1989 — 1996 | Джи Пи                   | Эми Харди                                              |
| 1994 — 1999 | Школа разбитых сердец    | Рэйчел Стюарт                                          |
| 1995        | Бэйб: Четвероногий малыш | внучка                                                 |
| 1996        | Необычные истории        | Джесси                                                 |
| 1998        | Детская больница         | Хелен Войт                                             |
| 1998 — 2008 | Все святые               | Вики Рис / Вики Росс / Джасинда Кларк / Бекки Франклин |
| 1998        | Неистовая земля          | Хелена как ребёнок                                     |
| 2000        | Водяные крысы            | Джина Сэдлер                                           |
| 2001        | Побег Артфула Доджера    | Ханна Шулер                                            |
| 2001        | Привидение за работой    | Дайна                                                  |
| 2002 — 2003 | Коалы не виноваты        | актриса # 3                                            |
| 2003        | Против течения           | Дайан Финглтон                                         |
| 2003        | Русалки                  | Тэсс                                                   |
| 2005        | Маленький Оберон         | Наташа Грин                                            |
| 2007—2008   | H2O: Просто добавь воды  | Шарлотта Уотсфорд                                      |
| 2008        | Хуже не бывает           | Дина Пирс                                              |
| 2011        | Коробочка игрушек        | Тина                                                   |
| 2013 — 2015 | Страна чудес             | Пип Сэллинджер                                         |